# 三重県道561号津海岸線
三重県道561号津海岸線（みえけんどう561ごう つかいがんせん）は、三重県津市を通る一般県道である。

## 概要
津市海岸町から津市北丸之内に至る。

### 路線データ
- 起点：津市海岸町
- 終点：津市北丸之内（北丸之内交差点、国道23号交点）
- 総延長：1,329 m

## 歴史
- 1961年（昭和36年）10月1日 - 路線認定[1]。

## 路線状況

### 重複区間
- 三重県道114号上浜高茶屋久居線（津市大門・大門東交差点 - 津市乙部・東橋内交差点）

## 地理

### 通過する自治体
- 三重県
  - 津市

### 交差する道路
| 交差する道路                               | 交差する場所 | 交差する場所          |
| ------------------------------------------ | ------------ | --------------------- |
| 三重県道114号上浜高茶屋久居線 重複区間起点 | 大門         | 大門東交差点          |
| 三重県道114号上浜高茶屋久居線 重複区間終点 | 乙部         | 東橋内交差点          |
| 国道23号                                   | 北丸之内     | 北丸之内交差点 / 終点 |

### 沿線
津市中心部（東橋内地区）を通る。
- 贄崎浦 - 伊勢の海県立自然公園の1つ
  - 贄崎浦海水浴場
- 津乙部郵便局
- 大門
  - 津観音
- 三十三銀行津支店